# Лопате (Куманово)
Лопате (мкд. Лопате) су насеље у Северној Македонији, у крајње северном делу државе. Лопате припадају општини Куманово.

## Географија
Лопате су смештене у северном делу Северне Македоније. Од најближег града, Куманова, село је удаљено 5 km западно.
Село Лопате се налази у историјској области Жеглигово, на приближно 370 метара надморске висине. Подручје око насеља је равничарско, док се на западу издиже Скопска Црна Гора.
Месна клима је континентална.

## Становништво
Лопате су према последњем попису из 2002. године имале 2.448 становника.
Етнички састав становништва у насељу:
| Националност | 1994. год.    | 2002. год.    |
| Албанци      | 1.763 (76,0%) | 1.886 (77,0%) |
| Македонци    | 473 (20,4%)   | 478 (19,5%)   |
| Срби         | 74 (3,2%)     | 80 (3,3%)     |
| остали       | 10 (0,4%)     | 4 (0,2%)      |
| УКУПНО       | 2.320         | 2.448         |

Већинска вероисповест месног становништва је ислам, а мањинска православље.